# D 977 (Türkei)
Die Straße D 977 (Devlet yolu 977) ist eine nur 6 km lange Straße in der Türkei.

## Verlauf
Die Straße zweigt östlich der Provinzhauptstadt Iğdır bei Karakoyunlu von der in die aserbaidschanischen Exklave Nachitschewan führenden Straße D 080 nach Norden ab und führt zum Grenzfluss Aras zu Armenien. Sie endet an dem seit 1993 geschlossenen Grenzübergang Alican Sınır Kapısı. Die Fortsetzung in Armenien (Straße M 3) kann daher derzeit nicht erreicht werden.